# Gryllodes sigillatus
Gryllodes sigillatus är en insektsart som först beskrevs av Walker, F. 1869.  Gryllodes sigillatus ingår i släktet Gryllodes och familjen syrsor. Inga underarter finns listade i Catalogue of Life.